# استیوو پاندوروفسکی
استیوو پاندوروفسکی (مقدونی: Стево Пендаровски؛ زادهٔ ۳ آوریل ۱۹۶۳) سیاستمدار اهل مقدونیه شمالی است. وی در ۱۲ مه ۲۰۱۹ در مراسم تحلیف ریاست‌جمهوری به عنوان پنجمین رئیس‌جمهور مقدونیه شمالی سوگند یاد کرد.

## زندگی‌نامه
استیوو پاندوروفسکی در سال ۱۹۸۷مدرک کارشناسی خود در رشته حقوق را از دانشگاه سینت سیریل متودیوست دریافت کرد. سپس دوره‌های کارشناسی ارشد و دکترای علوم سیاسی خود را از همین دانشگاه اخذ نمود. وی از ۲۰۰۸ استادیار امنیت بین‌المللی، سیاست خارجی و جهانی‌سازی در کالج آمریکایی اسکوپیه.

## فعالیت سیاسی
استیوو پاندوروفسکی از سال‌های ۱۹۹۸ تا ۲۰۰۱ به عنوان دستیار وزیر روابط عمومی وزارت امور داخله و رئیس بخش تحلیلی و تحقیقاتی در این وزارتخانه فعالیت خود را آغاز کرد. وی مشاور امنیت ملی و رئیس سیاست خارجی رئیس‌جمهور بوریس ترایکوفسکی بود. او از سال ۲۰۰۱ تا مرگ ترایکوفسکی در سال ۲۰۰۴ این سمت را برعهده داشت. پس از هدایت کمیسیون انتخابات ایالتی در سال‌های ۲۰۰۴–۲۰۰۵، او دوباره به عنوان مشاور امنیت ملی و سیاست خارجی مشاور رئیس‌جمهور آینده، برانکو کریونکوفسکی از ۲۰۰۵ تا ۲۰۰۹ بود.

## زندگی شخصی
پاندوروفسکی با الیزابت جورجیفسکا، دکتری که در کلینیک دندانپزشکی اطفال و پیشگیرانه کار می‌کرد و همچنین استاد دانشکده دندانپزشکی در اسکوپیه بود ازدواج کرد. آنها دارای یک فرزند هستند.